# Place de Moro-Giafferi
La place de Moro-Giafferi est une voie située dans le quartier de Plaisance du 14e arrondissement de Paris.

## Situation et accès
La place de Moro-Giafferi est desservie à proximité la ligne 13 à la station Pernety.

## Origine du nom
Elle porte le nom de l'avocat et homme politique Vincent de Moro-Giafferi (1878-1956).

## Historique
Cette place est créée en empiétant sur l'espace de la rue Didot dans le cadre du réaménagement de la ZAC Didot. En 1971, elle prend le nom de « place de Moro-Giafferi ».